# ОШ „Саво Јовановић Сирогојно” Сирогојно
ОШ „Саво Јовановић Сирогојно” Сирогојно, насељеном месту на територији општине Чајетина, основана је 1875. године. Поред школе у Сирогојну, као матичне школе, деца са овог подручја похађају наставу у још четири издвојена одељења: ИО Љубиш, ИО Жељине, ИО Гостиље и ИО Рожанство. Од поменутих издвојених одељења, школа у Љубишу је осморазредна, док су преостале три четвороразредне. 

## Историја школе
Прву школу у Сирогојну организовао је месни свештеник Тома Смиљанић, четрдесетих година 19. века, у малој брвнари поред цркве, у којој  био једини предавач, све до своје смрти 1857. године. Прва наменски подигнута школска зграда у Сирогојну била је грађевина сазидана од сиге и покривена шиндром, која је следеће године зграда изгорела, па је настава организована у приватној кући Пауна Ћалдовића, на сред села. Са изградњом нове школске зграде почело се у пролећа 1907. године, уз велике напоре мештана и државе завршена је на јесен исте године. Састојала се од две учионице и два стана за учитеље. Током Првог светског рата школа није радила, када су сва документација из претходног периода уништена је. Са 1918. годином шкoла поново почиње са радом и након пет година, 1923. године, изграђена је нова школска зграда у Сирогојну, као и школа у Рожанству.
Почетком Другог светског рата школа је радила нередовно и због ратних недаћа, из овог периода није сачувана никаква документација. Одлуком надлежних органа школске 1950/51. године, основна школа у Сирогојну прераста у осмогодишњу и прву генерацију петог разреда чинило је 37 ученика. Школа носи име народног хероја Сава Јовановића Сирогојна, па је, њему у част, испред школе постављена споменичка биста.

## Зграда школе
Првобитна школска зграда из 1907. године била је, за оно време, плански и савремено урађена. Била је покривена црепом. Састојала се од две учионице и два стана за учитеље. До школског дворишта била је додата и ограђена школска башта, што је било обавезно по тада важећем закону о основном школству.
Данашња школска зграда основне школе у Сирогојну је из 1968. године, када је стара зграда из 1907. године дограђена и проширена. Обнова зграде трајала је од 1966. до 1968. године, где је пројектом било предвиђено да се на постојећој школској згради из 1907. године, догради спрат и ново крило са северне стране, како би се добило још девет нових учионица, које би са реновирањем три старе, чиниле укупно дванаест учионица. Сем тога дограђене су две канцеларије за наставнике и управу школе, као и простран излазни хол са ходницима. 
Последњих година доста се радило на уређењу школе, почевши од замене столарије, адаптирања простора за дечји вртић до снадбевања кабинета за рачунарство и информатику савременом рачунарском опремом. Непосредна близина и добра сарадња школе и Музеја на отвореном „Старо село” Сирогојно омогућила је да се део наставних активности везаних за ликовну културу и народну традицију одржава у аутентичним објектима овог музеја под отвореним небом. 
Посебну вредност ове школе представља учионица претворена у музеолошку поставку „Стара учионица”. У њој је све као пре стотину година- ту су скамије (клупе), јегиштер (рачунаљка), стара табла, дрвени глобус, старе мапе... Ауторка ове поставке је историчарка уметности Зорица Златић Ивковић, дугогодишњи кустос Музеја на отвореном „Старо село” Сирогојно.